# Хорст (Гольштейн)
Хорст (нем. Horst) — община в Германии, в земле Шлезвиг-Гольштейн.
Входит в состав района Штайнбург. Подчиняется управлению Хорст. Население составляет 5224 человека (на 31 декабря 2010 года). Занимает площадь 29,07 км².

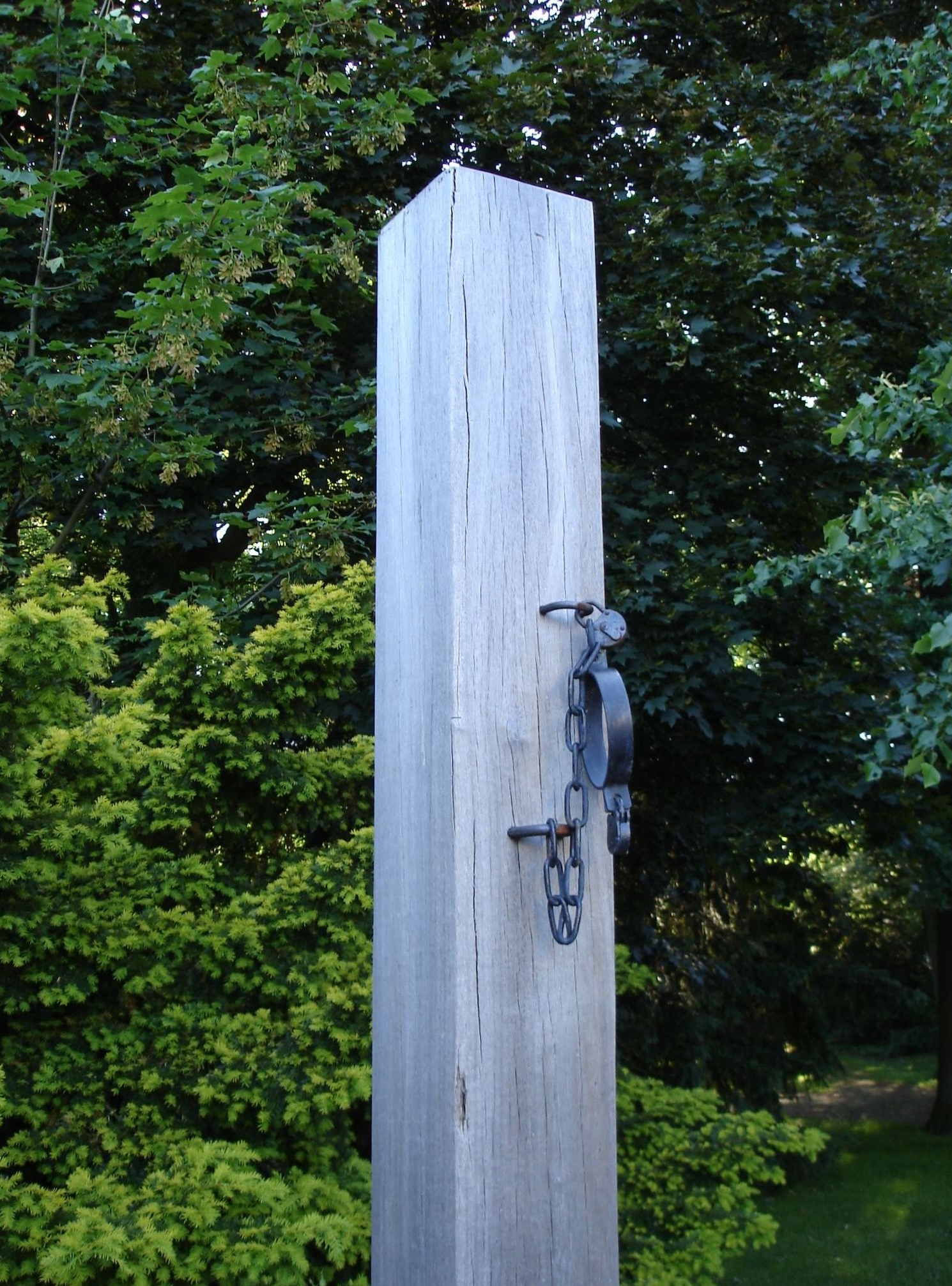
Хорст (Гольштейн)

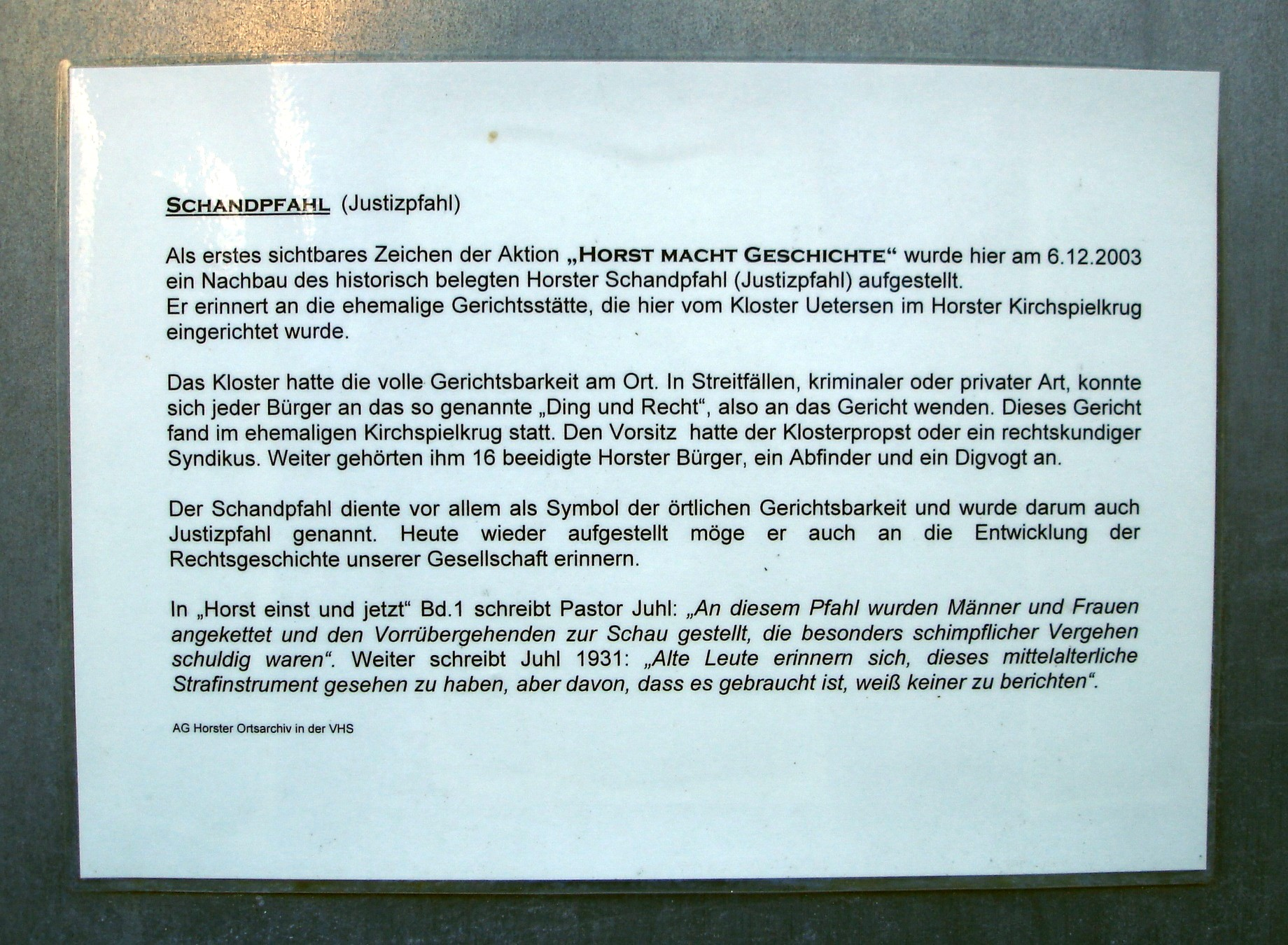
Хорст (Гольштейн)